# Ingelin Angerborn
Ingelin Angerborn (ur. 1966 w Göteborgu) – szwedzka autorka książek dla dzieci.
W Polsce nakładem Wydawnictwa Zakamarki ukazały się cztery jej książki:
| Lp. | Tytuł polski                         | Tytuł oryginalny                                 | Tłumaczenie        | Ilustracje        | Rok pierwszego wydania w Szwecji | Rok pierwszego wydania w Polsce |
| --- | ------------------------------------ | ------------------------------------------------ | ------------------ | ----------------- | -------------------------------- | ------------------------------- |
| 1.  | Gdybym nie pomyliła psów             | Om jag bara inte råkat byta ut tant Doris hund   | Katarzyna Ottosson | Magda Chodorowska | 2002                             | 2008                            |
| 2.  | Gdybym nie zrobiła z taty astronauty | Om jag bara inte råkat göra pappa till astronaut | Katarzyna Ottosson | Magda Chodorowska | 2004                             | 2010                            |
| 3.  | Gdybym nie powiedziała prawdy        | Om jag bara inte råkat säga sanningen            | Katarzyna Ottosson | Magda Chodorowska | 2005                             | 2012                            |
| 4.  | Kosmiczne święta                     | En klurig jul                                    | Marta Wallin       | Per Gustavsson    | 2018                             | 2018                            |